# Rozłogi (przystanek kolejowy)
Rozłogi (biał. Разлогі, ros. Разлоги) – przystanek kolejowy w pobliżu miejscowości Polesie i Szczerbiszki, w rejonie postawskim, w obwodzie witebskim, na Białorusi. Położony jest na linii Królewszczyzna - Łyntupy.
Przystanek istniał przed II wojną światową